# Achim Vogt
Joachim «Achim» Vogt (* 7. Dezember 1970 in Balzers) ist ein Liechtensteiner Politiker (DpL), Unternehmer und ehemaliger Skirennläufer. Seit 2025 ist er Abgeordneter im Landtag des Fürstentums Liechtenstein.

## Leben

### Jugend und Ausbildung
Vogt war bereits in seiner Jugend ein begeisterter Bastler und Tüftler. Er experimentierte hierbei unter anderem mit Radio- und Tonbandgeräten, sowie mit kleinen Motorfahrrädern. Das Wechselspiel zwischen Tüfteln in der Werkstatt und dem anschliessenden Ausprobieren in der Praxis faszinierte Vogt zeitlebens.
Später absolvierte er die Sporthandelsschule. Vogt ist gelernter Kaufmann.

### Sportliche Karriere
Vogt startete 1989 erstmals in einem Weltcuprennen. Den grössten Erfolg seiner Karriere feierte er am 3. Dezember 1994, als er den Riesenslalom von Tignes gewann. Dieser Erfolg kam überraschend, da Vogt sich bis dahin nur fünfmal unter den besten 20 eines Rennens platzieren konnte.
Der Sieg blieb eine einmalige Angelegenheit. Zahlreiche Verletzungen verhinderten eine Bestätigung. In den Folgejahren konnte sich Vogt nur noch zweimal unter den besten Zehn platzieren. Während seiner Karriere nahm Vogt viermal an Olympischen Winterspielen teil. Die beste Platzierung erreichte er 1994 in Hafjell, wo er im Riesenslalom auf Platz 21 fuhr. 1995 wurde er in Liechtenstein zum Sportler des Jahres gewählt. 2004 beendete Vogt seine Karriere.

### Berufliche Tätigkeit und Wahl in den Landtag
Da es Vogt nicht möglich war, seine sportliche Karriere hauptberuflich auszuüben, betätigte er sich, dank seines Gespürs für Materialfragen und seines tüftlerischen Geschicks, als Testfahrer und Fachmann in der Skientwicklung.
Kurz nach Vogts Rücktritt kam der bisherige Skikonstrukteur der Schweizer Skifirma Stöckli bei einem Lawinenunglück ums Leben. Vogt, der die letzten drei Jahre seiner sportlichen Karriere mit Stöckli-Ski, die Vogt selbst gezeichnet hatte, gefahren war, wurde bald darauf als Skikonstrukteur und Entwickler für Stöckli tätig. Mehrere Jahre war er für alle Skikonstruktionen von Stöckli verantwortlich. 2006 holte Ambrosi Hoffmann in Turin mit dem dritten Platz im Super-G die erste Medaille an Olympischen Winterspielen mit Ski, die unter Vogts Leitung entwickelt wurden.
Aufgrund des langen Arbeitsweges zwischen Schaan und Wolhusen, lebte Vogt weiterhin im Hotel und aus dem Koffer wie zu seinen Weltcup-Zeiten. Als er 2010 Vater wurde wollte er nicht mehr pendeln. Vogt kündigte und wurde Vollzeitvater und -hausmann. Seine Frau führte ihr eigenes Möbelgeschäft. 2011 gründete Vogt seine eigene Skimanufaktur Skibauart.
Im Februar 2025 wurde er für die Demokraten pro Liechtenstein (DpL) in den Landtag des Fürstentums Liechtenstein gewählt.

## Familie
Vogt ist verheiratet und Vater eines Sohnes.